# Henry D. Larcade

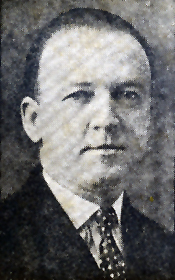
Henry D. Larcade

Henry Dominique Larcade (* 12. Juli 1890 in Opelousas, Louisiana; † 15. März 1966 ebenda) war ein US-amerikanischer Politiker. Zwischen 1943 und 1953 vertrat er den Bundesstaat Louisiana im US-Repräsentantenhaus.

## Werdegang
Henry Larcade besuchte die öffentlichen Schulen seiner Heimat. Während des Ersten Weltkrieges war er als Soldat der US Army in Camp Pike in Arkansas stationiert. Im Krieg selbst wurde er nicht eingesetzt. Nach dem Krieg begann Larcade eine Laufbahn im Versicherungs- und Bankengewerbe. Außerdem wurde er als Mitglied der Demokratischen Partei politisch tätig. Zwischen 1913 und 1928 gehörte er dem Schulausschuss im St. Landry Parish an.
Zwischen 1928 und 1932 saß Larcade im Senat von Louisiana. Anschließend arbeitete er bis 1936 als Assistant Clerk in dessen Verwaltung. Von 1936 bis 1940 war er Abgeordneter im Repräsentantenhaus von Louisiana. Bei den Kongresswahlen des Jahres 1942 wurde er im siebten Wahlbezirk seines  Staates in das US-Repräsentantenhaus in Washington, D.C. gewählt, wo er am 3. Januar 1943 die Nachfolge von Vance Plauche antrat. Nach vier Wiederwahlen konnte er bis zum 3. Januar 1953 fünf Legislaturperioden im Kongress absolvieren. Während dieser Zeit endete der Zweite Weltkrieg. Danach begann der Kalte Krieg. Im Jahr 1951 wurde der 22. Verfassungszusatz im Kongress verabschiedet.
Im Jahr 1952 verzichtete Larcade auf eine erneute Kongresskandidatur. Zwischen 1956 und 1960 war er noch einmal Mitglied des Senats von Louisiana. Ansonsten war er weiterhin im Bankgewerbe tätig. Henry Larcade starb am 15. März 1966 in seinem Geburtsort Opelousas.